# 鲁汶市政厅

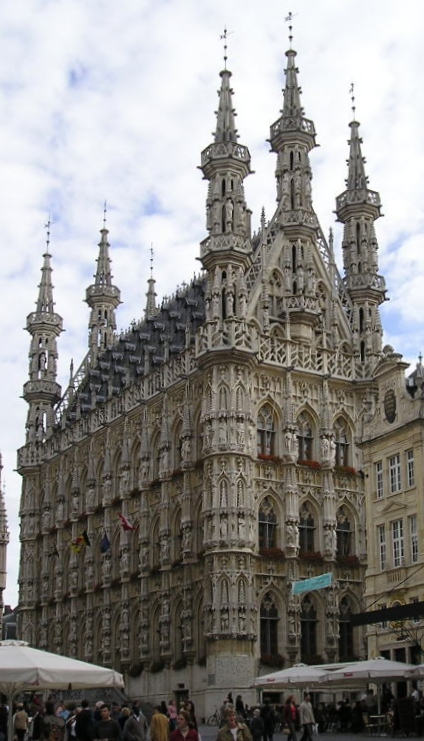
鲁汶市政厅

鲁汶市政厅（荷兰语: Stadhuisⓘ）是比利时鲁汶的地标建筑，位于鲁汶大广场（Grote Markt），圣伯多禄教堂对面。晚期哥特式风格，1448年3月28日奠基，1469年完成。虽历经两次世界大战，仍得以幸存。

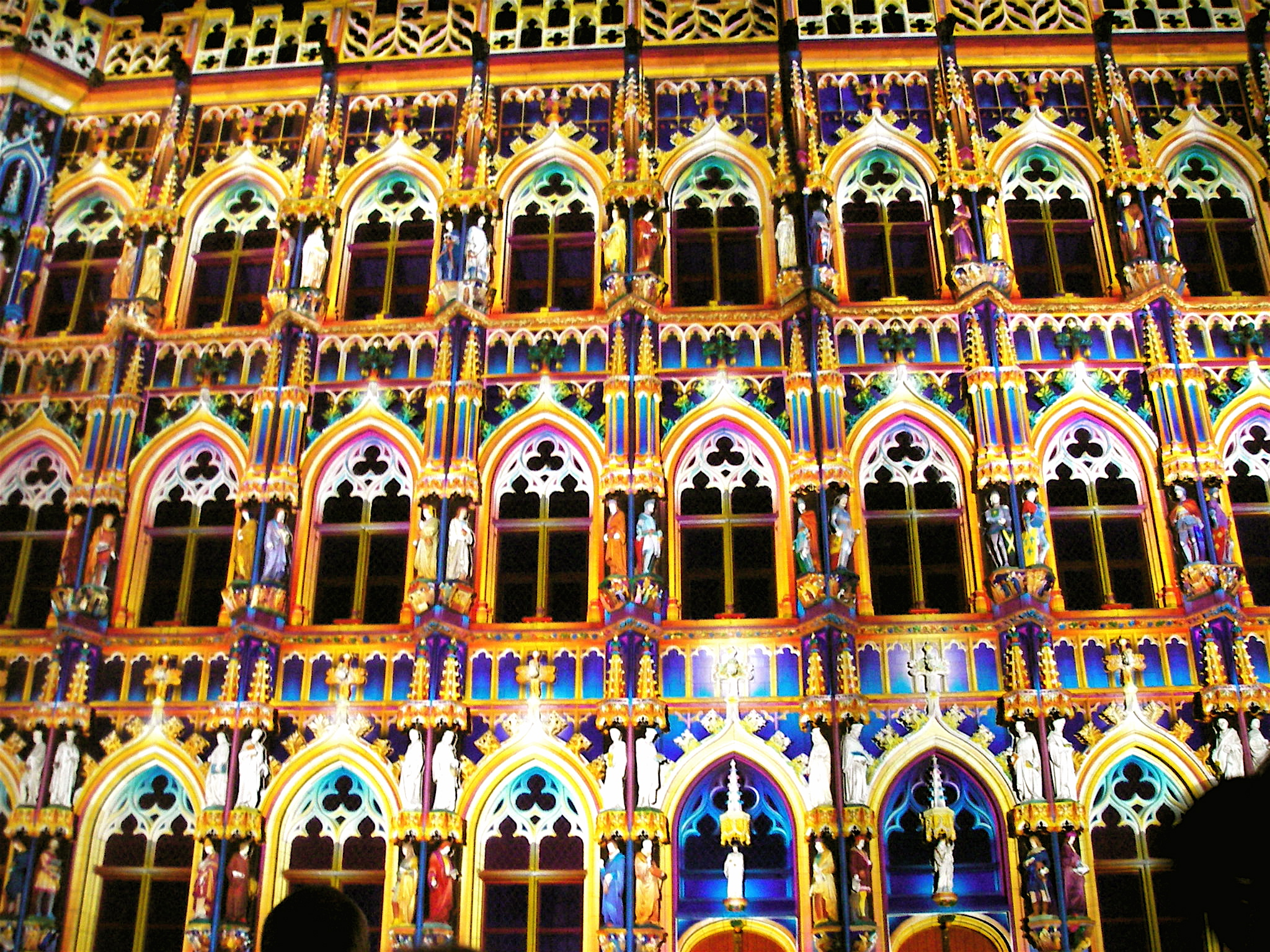
夜晚的鲁汶市政厅